# 小行星3452
小行星3452（英語：3452 Hawke）是一颗围绕太阳公转的小行星。1980年7月17日，愛德華·鮑威爾在可可尼诺县发现了此天体。
这颗小行星的绝对星等为289.9411346701303等。